# Zorgverlof
Zorgverlof is verlof dat een werknemer kan opnemen om zorg te verlenen voor een thuiswonend ziek (pleeg)kind, partner of een naast familielid. Voorwaarde is dat diegene de enige is die de zieke op dat moment kan verzorgen, en bij een partner of kind dat deze op hetzelfde adres woont als diegene die de zorg verleent. 

## Periode
Per 12 maanden kan een werknemer twaalf weken maximaal de helft van het aantal contractuele werkuren als zorgverlof opnemen. Populair gezegd werkt diegene dan dus parttime, en komt het er in de praktijk op neer dat beide ouders middels dit zorgverlof de zorg voor bijvoorbeeld een ziek kind afwisselen. 

## Kortdurend en langdurend zorgverlof
Er is een verschil tussen kortdurend en langdurend zorgverlof. Langdurend zorgverlof dient schriftelijk twee weken voor aanvang bij de werkgever te worden aangevraagd, waar bij kortdurend zorgverlof doorgaans acuut zorg nodig is. Soms is calamiteitenverlof nodig in plaats van zorgverlof.

## Loonbetaling
Gedurende het kortdurend zorgverlof wordt minimaal 70 procent van het salaris betaald, of ten minste minimumloon. Tijdens langdurend zorgverlof hoeft de werkgever het salaris niet door te betalen.

## Weigeren
Een werkgever kan zorgverlof alleen weigeren als het bedrijf anders in ernstige problemen zou komen. Echter, wanneer het zorgverlof eenmaal is ingegaan, kan dit niet meer door de werkgever worden stopgezet.

## Cao
Wanneer er in de cao aanvullende afspraken zijn gemaakt, die het zorgverlof regelen, dan gelden deze afspraken.

## Conflicten
Wanneer een werknemer en werkgever het niet eens kunnen worden over het zorgverlof, kan contact worden gezocht met achtereenvolgens:
- de afdeling personeelszaken van het bedrijf
- de vakbond indien de werknemer daarbij is aangesloten
- rechtshulp